# Flers-en-Escrebieux
Flers-en-Escrebieux (ndl.: „Laar“) ist eine französische Gemeinde mit 5.533 Einwohnern (Stand: 1. Januar 2022) im Département Nord in der Region Hauts-de-France. Sie gehört zum Arrondissement Douai und zum Kanton Douai. Die Einwohner werden Flersois und Flersoises genannt.
Die Gemeinde besteht aus den Ortsteilen Flers, Pont de la Deule und Villers.

## Geographie
Die Gemeinde Flers-en-Escrebieux liegt sechs Kilometer nördlich von Douai und 15 Kilometer östlich von Lens im Nordfranzösischen Kohlerevier am Bach Escrebieux, das hier in die Deûle mündet, die hier für die Schifffahrt kanalisiert wurde und zum Großschifffahrtsweg Dünkirchen-Schelde gehört. Umgeben wird Flers-en-Escrebieux von den Nachbargemeinden Auby im Norden, Roost-Warendin im Osten, Douai im Südosten, Cuincy im Süden, Lauwin-Planque im Südwesten, Esquerchin im Westen und Courcelles-lès-Lens im Nordwesten.
Durch die Gemeinde führt die Autoroute A21.

## Geschichte
Flers tritt als Ortsbezeichnung erstmals im 10. Jahrhundert auf. Der Zusatz -en-Escrebieux wurde erst im 20. Jahrhundert hinzugefügt.
Der Kohleabbau begann im 18. Jahrhundert. Er wurde hier insbesondere von der Compagnie des mines de l’Escarpelle vorangetrieben.

## Bevölkerungsentwicklung
| Jahr                       | 1962 | 1968 | 1975 | 1982 | 1990 | 1999 | 2006 | 2012 | 2020 |
| Einwohner                  | 6132 | 6675 | 6431 | 5491 | 5344 | 5540 | 5366 | 5769 | 5751 |
| Quellen: Cassini und INSEE |      |      |      |      |      |      |      |      |      |

## Sehenswürdigkeiten
- Kirche Sainte-Barbe
- Kirche Saint-Amand
- Priorat de Flers (Flersium), begründet 1132 als Ausgründung der Abtei Saint-Vincent in Senlis

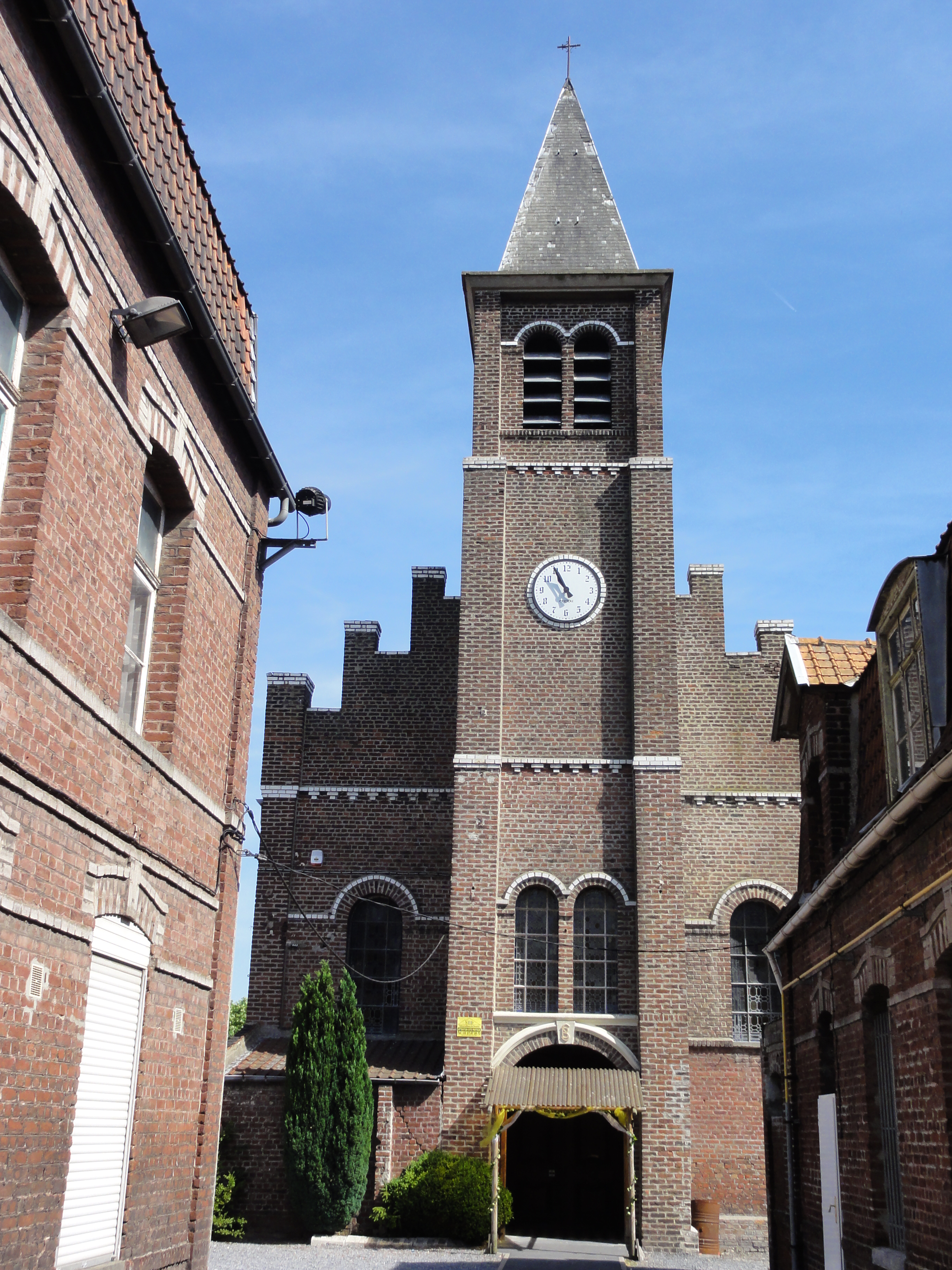
Kirche Sainte-Barbe
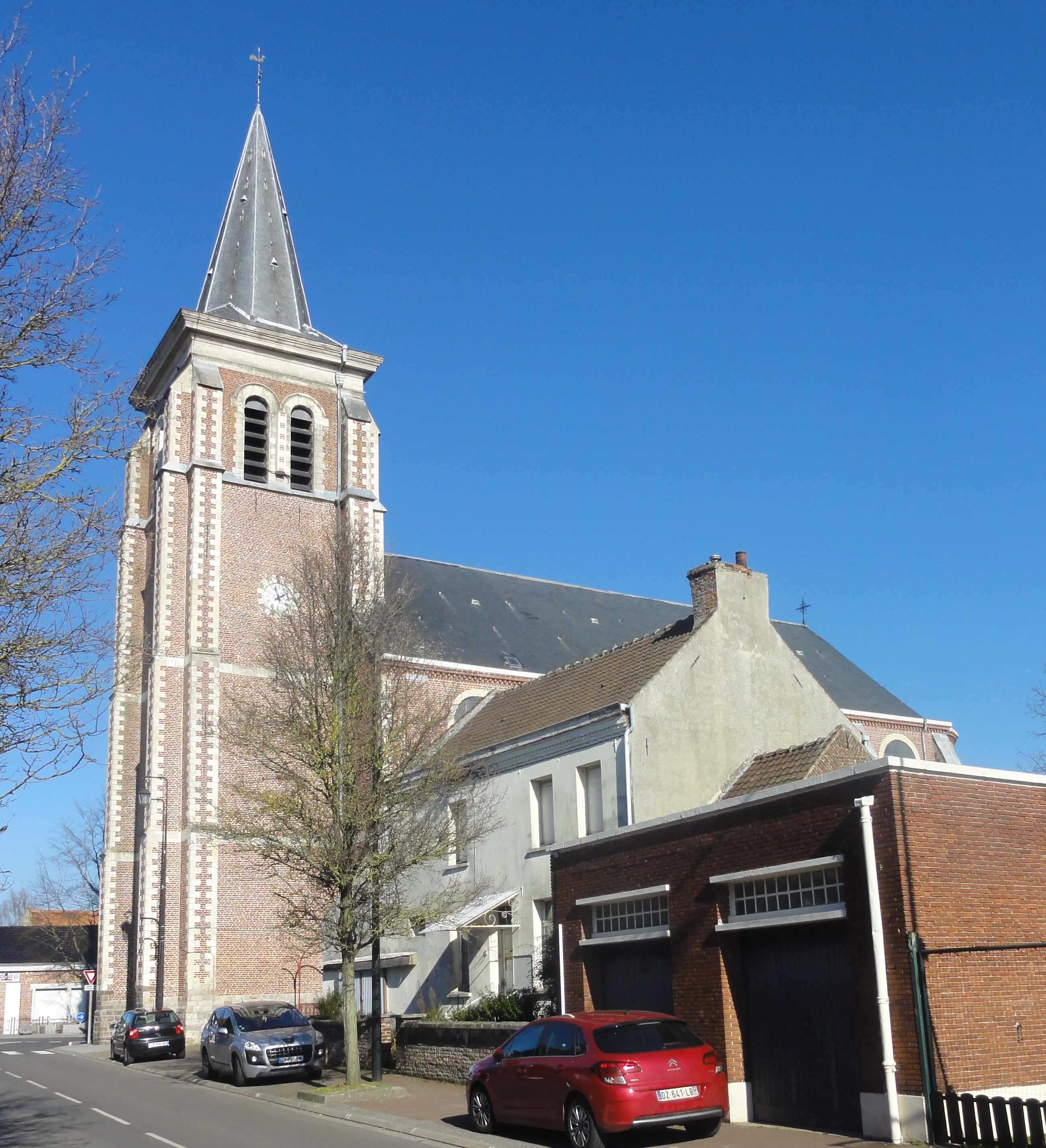
Kirche Saint-Amand
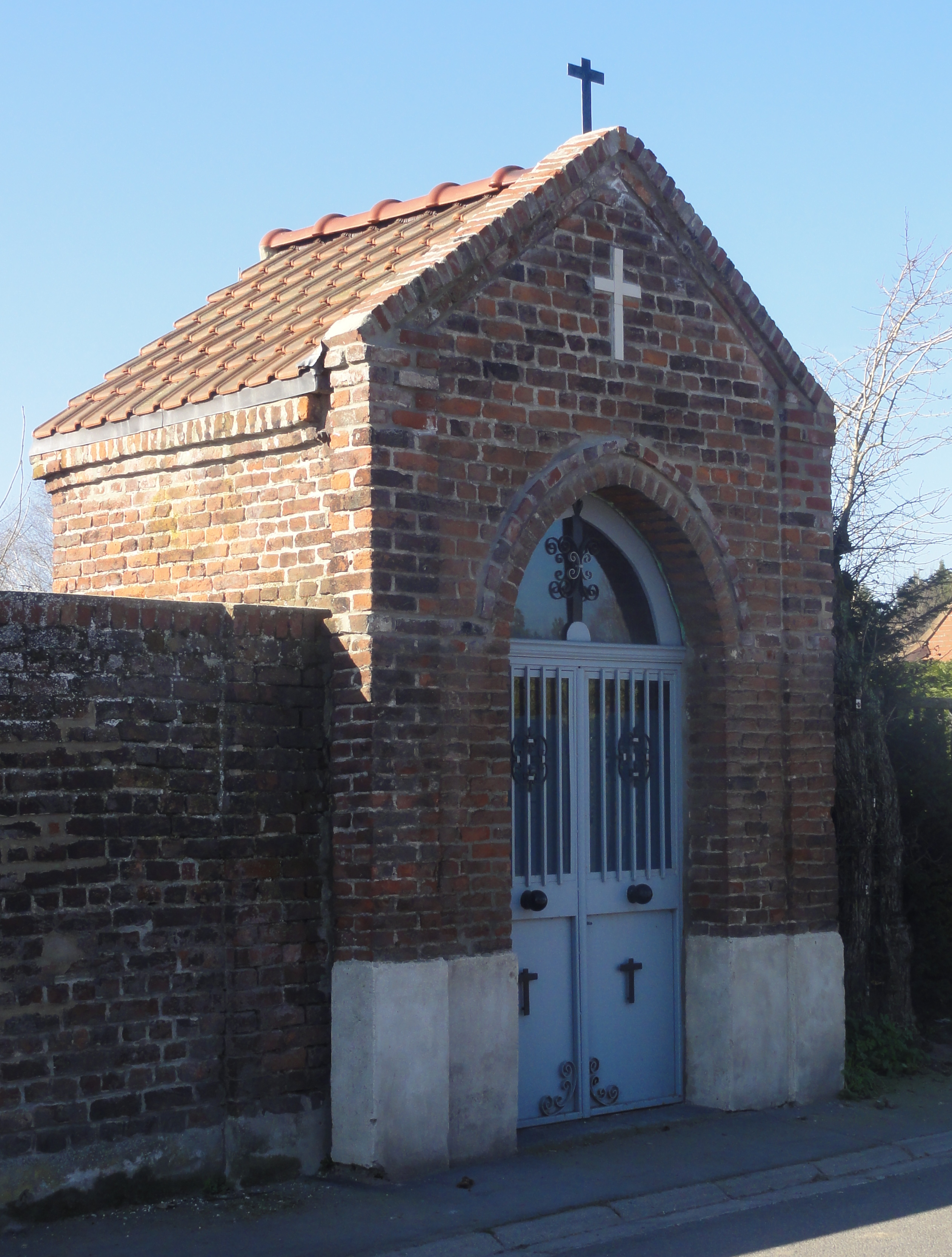
Kapelle Notre-Dame-de-Liesse
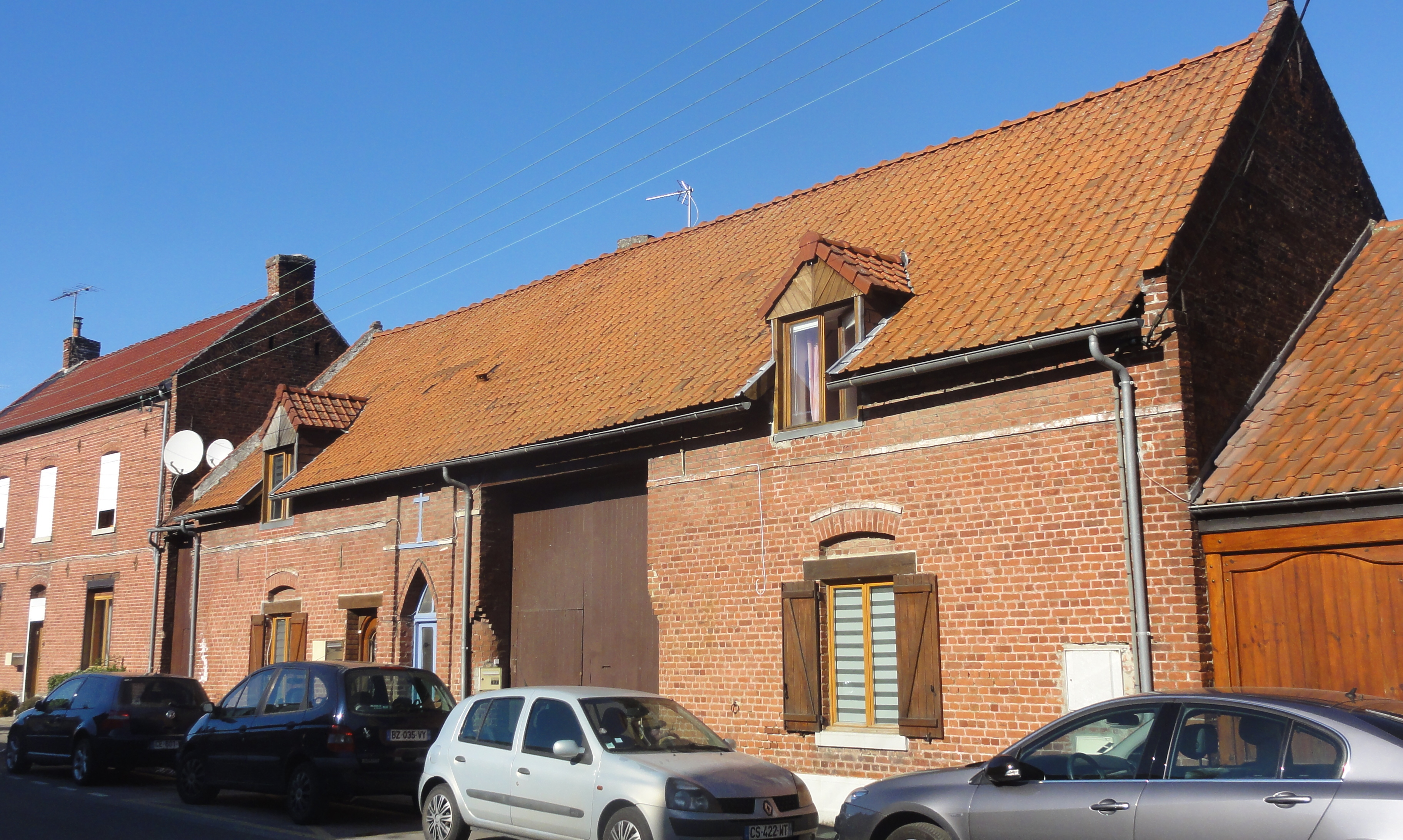
Kapelle in der Rue Henri Barbusse
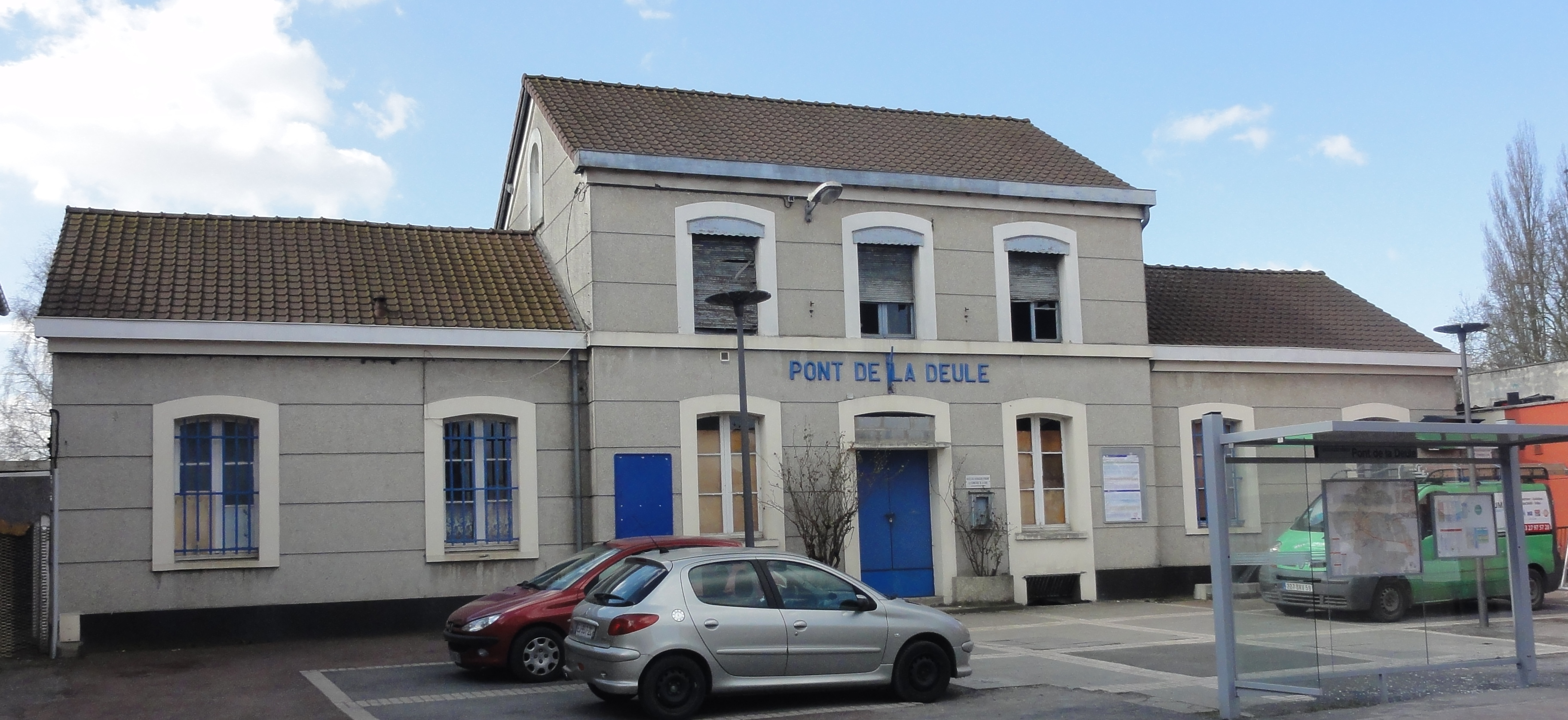
Bahnhof Pont-de-la-Deûle
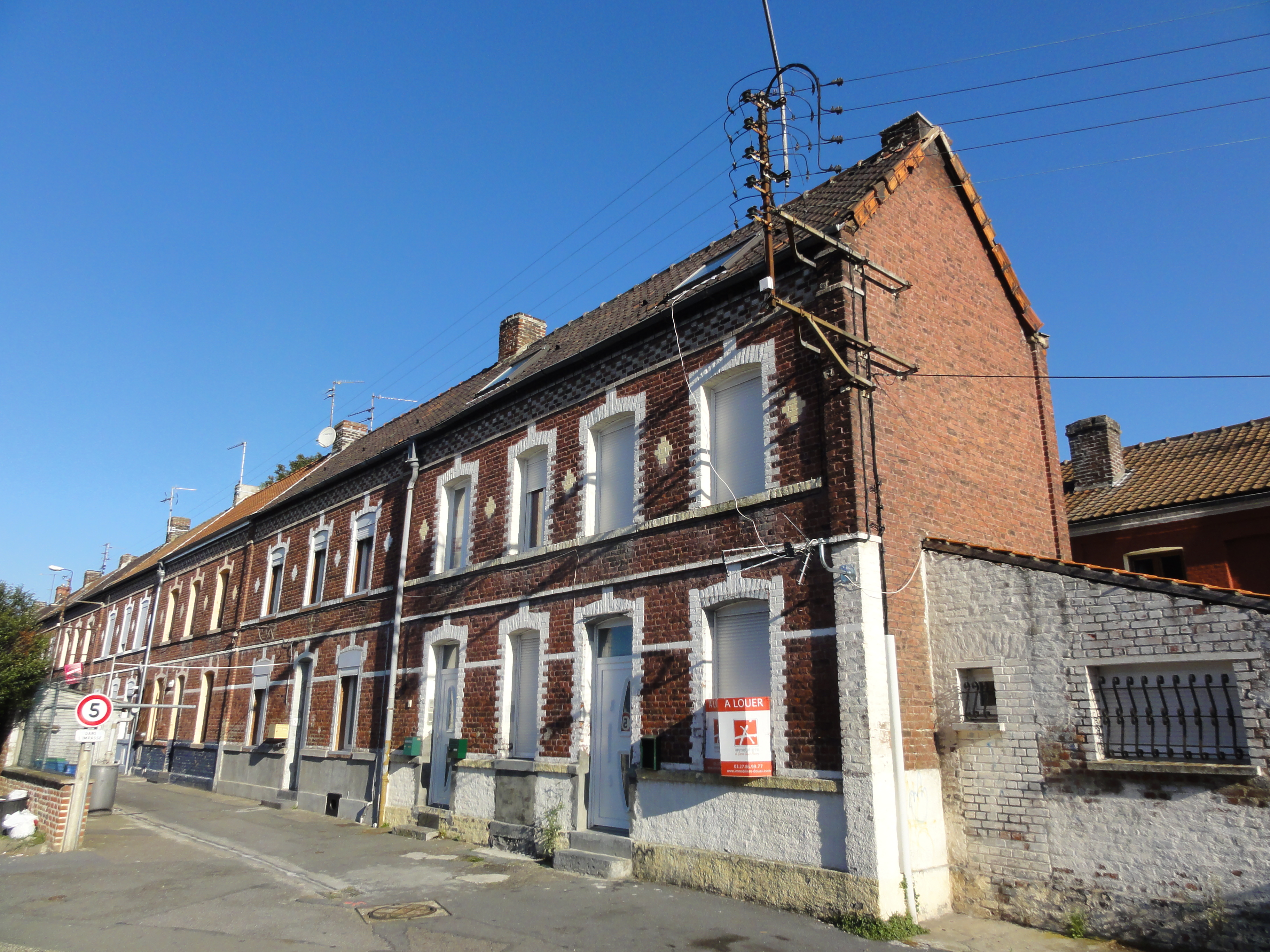
Typisches Haus einer ehemaligen Bergarbeitersiedlung in Flers-en-Escrebieux